# Waldsaum Langer Schlag N Hockenheim

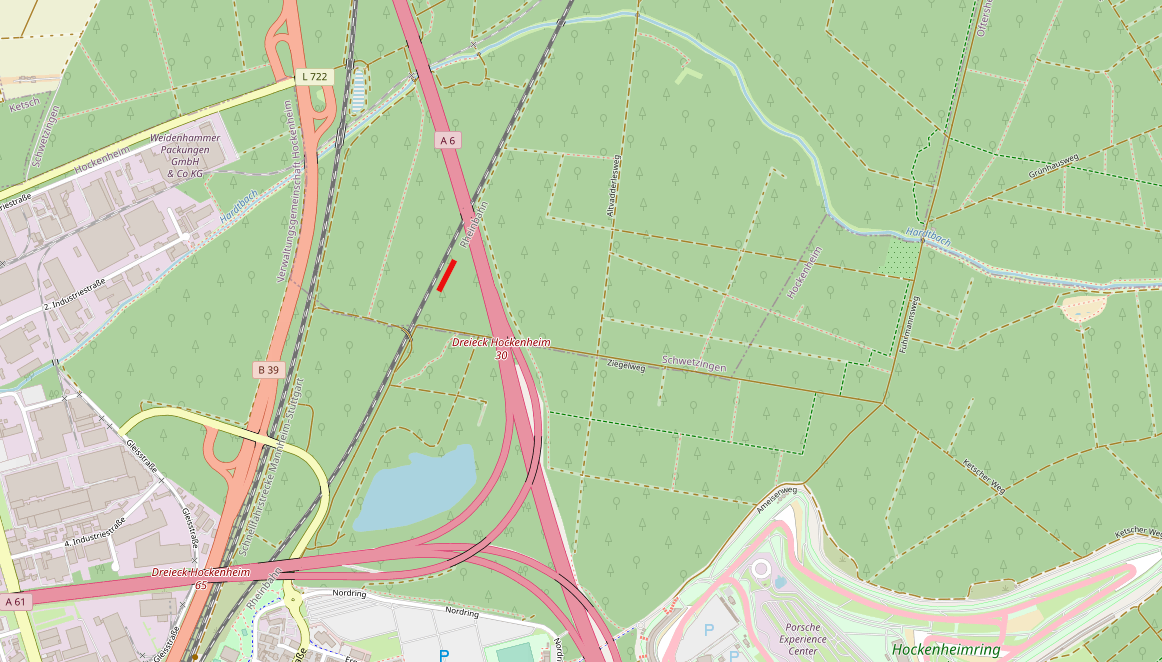
Lage des Langen Schlags

Der Waldsaum Langer Schlag N Hockenheim  ist ein geschütztes Biotop mit der Biotopnummer 266172264535, mit Binnrndünencharakter in der Schwetzinger Hardt auf Schwetzingener Gemarkung am Rand der Rheinbahn. Die Fläche beträgt 0,0886 ha.
Die Besonderheit dieses Biotops besteht darin, dass es sich um eine Binnendüne mit vergleichsweise geringer Höhe handelt, die durch die Bahnstrecke angeschnitten wurde. Auf diese Weise entstand eine Vegetation, die mit den Oftersheimer Dünen vergleichbar ist. Neben den einheimischen Pflanzen verbreiten sich hier auch Neophyten wie die Kanadische Goldrute und die Amerikanische Jungfernrebe.

## Pflanzen im Langen Schlag

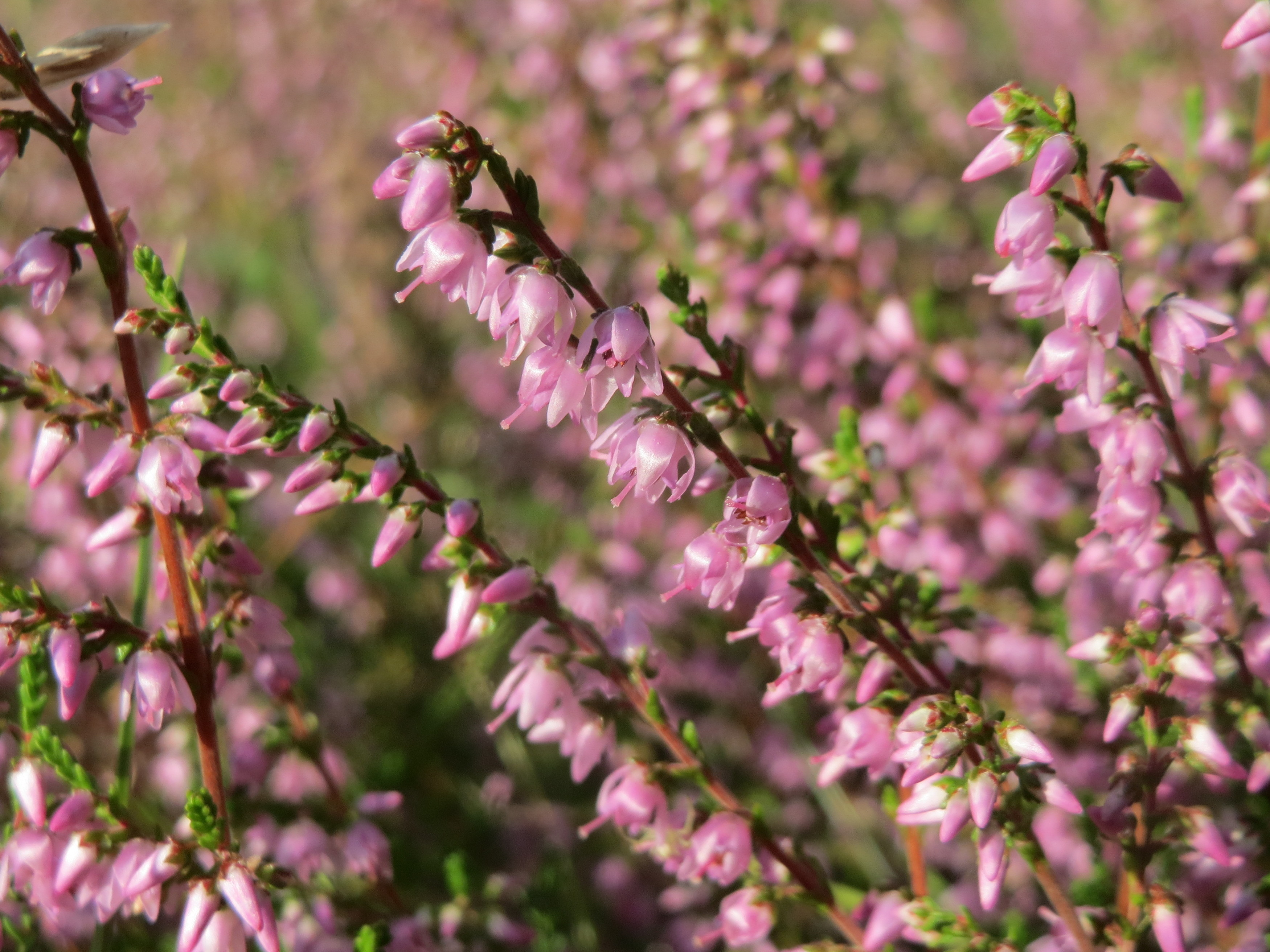
Calluna vulgaris
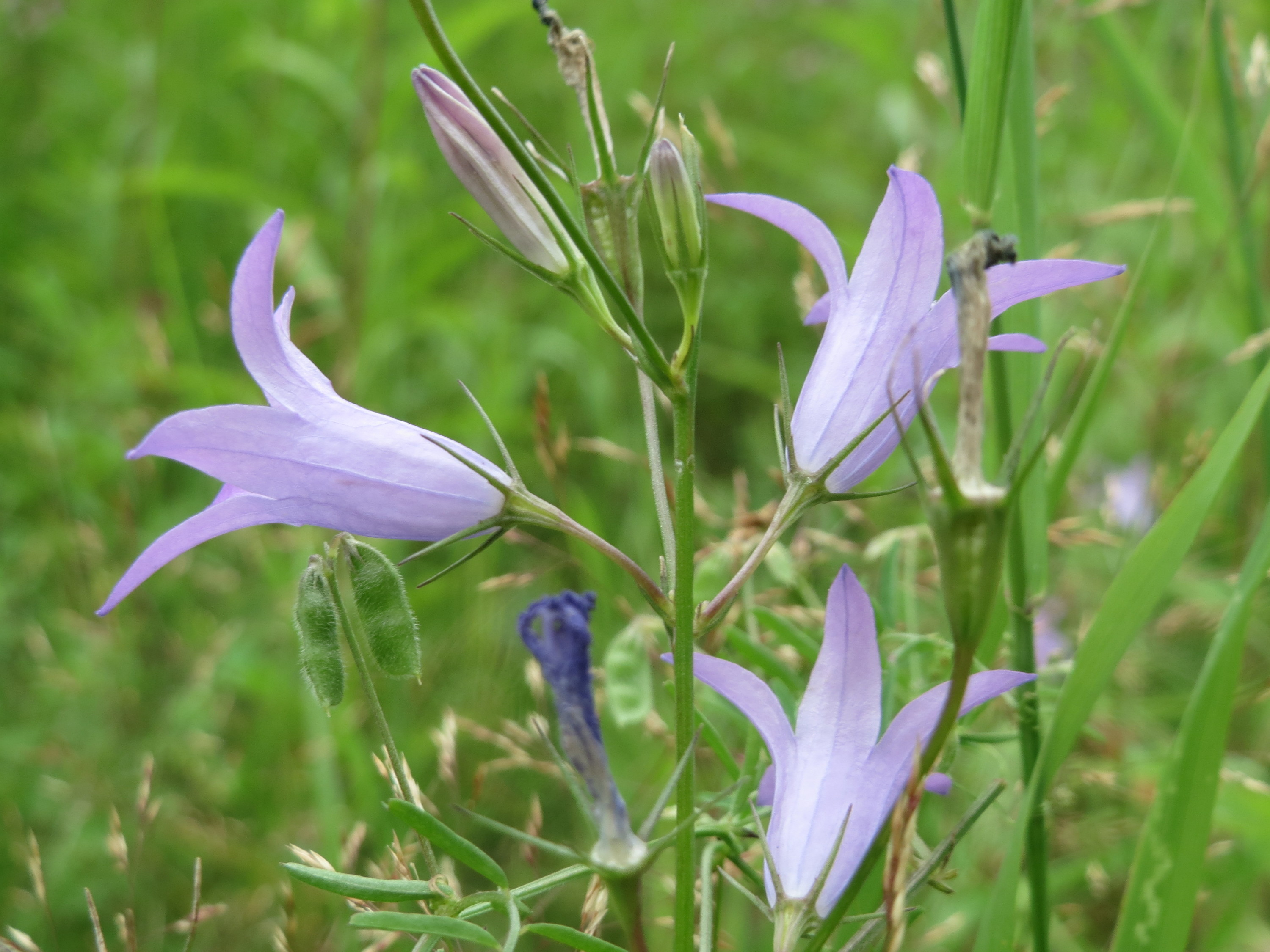
Campanula rapunculus
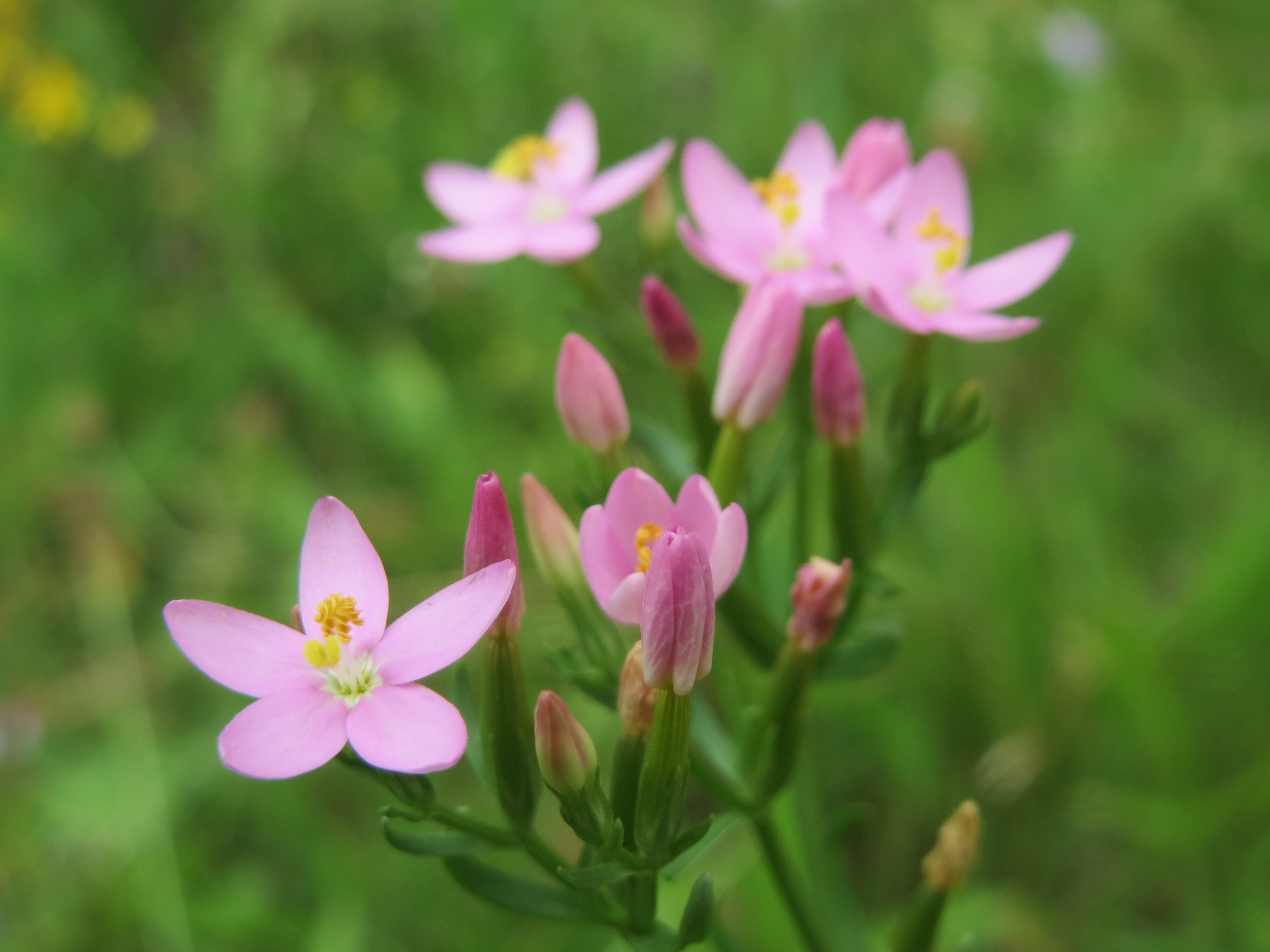
Centaurium erythraea
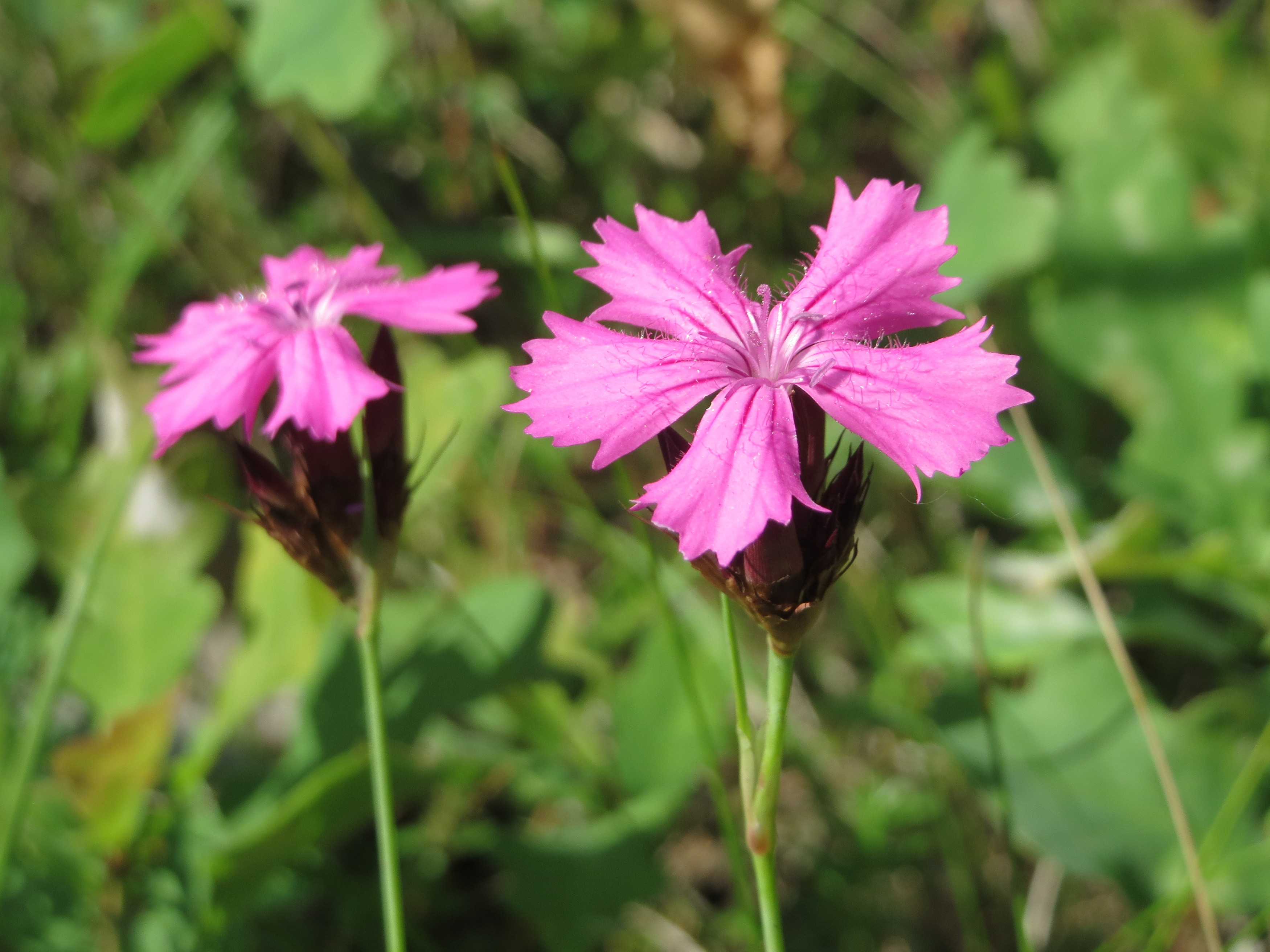
Dianthus carthusianorum
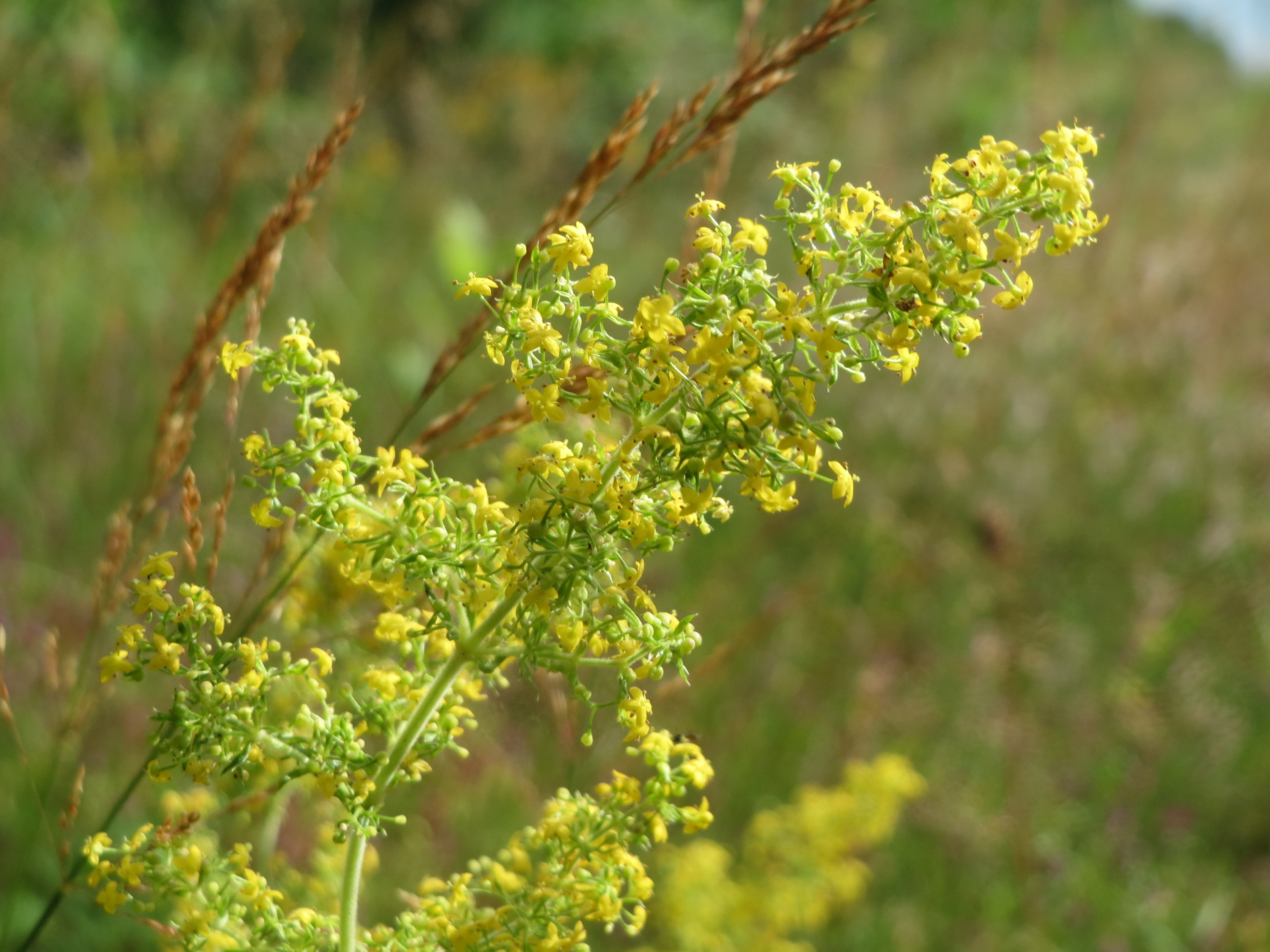
Galium verum
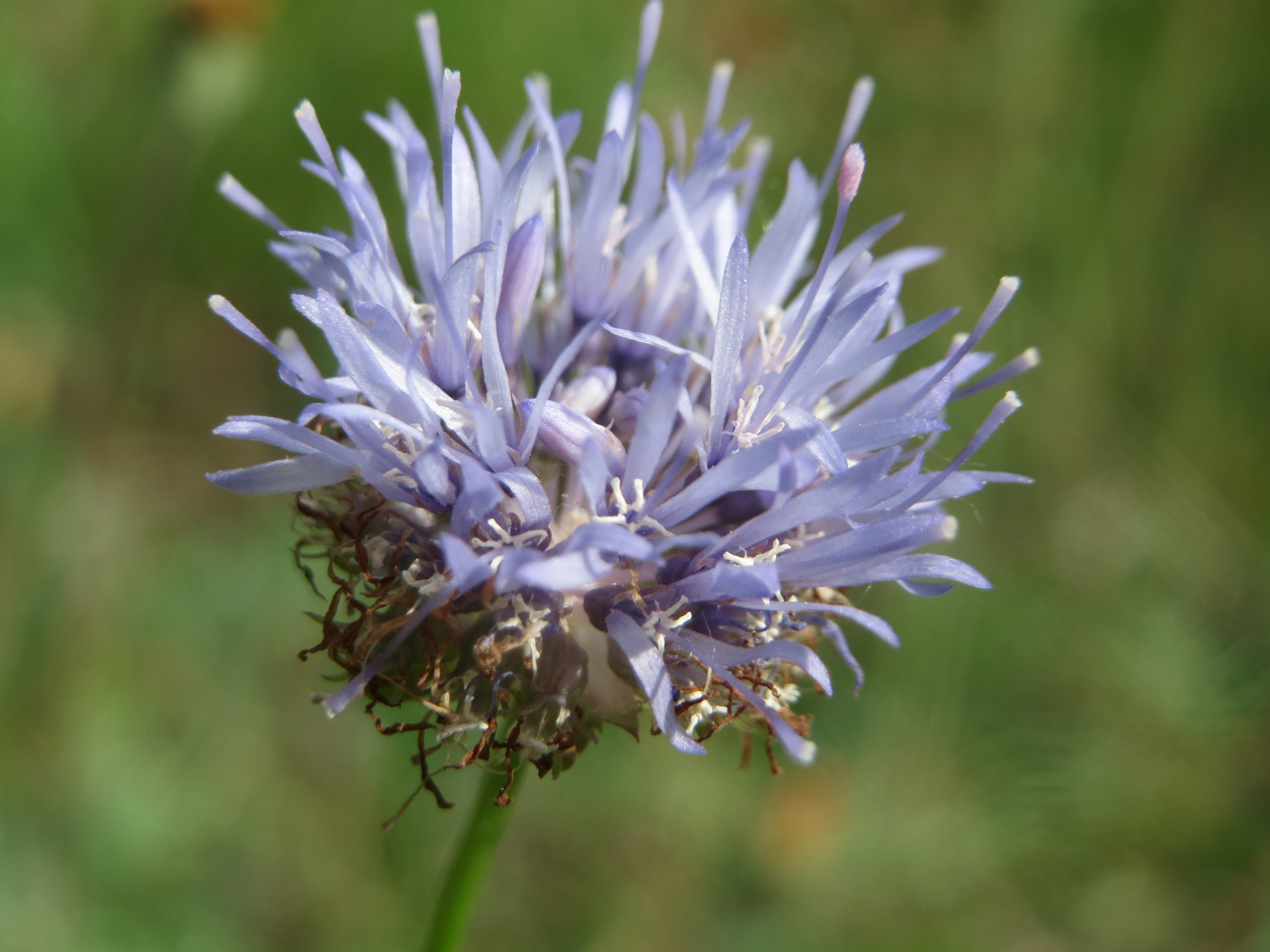
Jasione montana
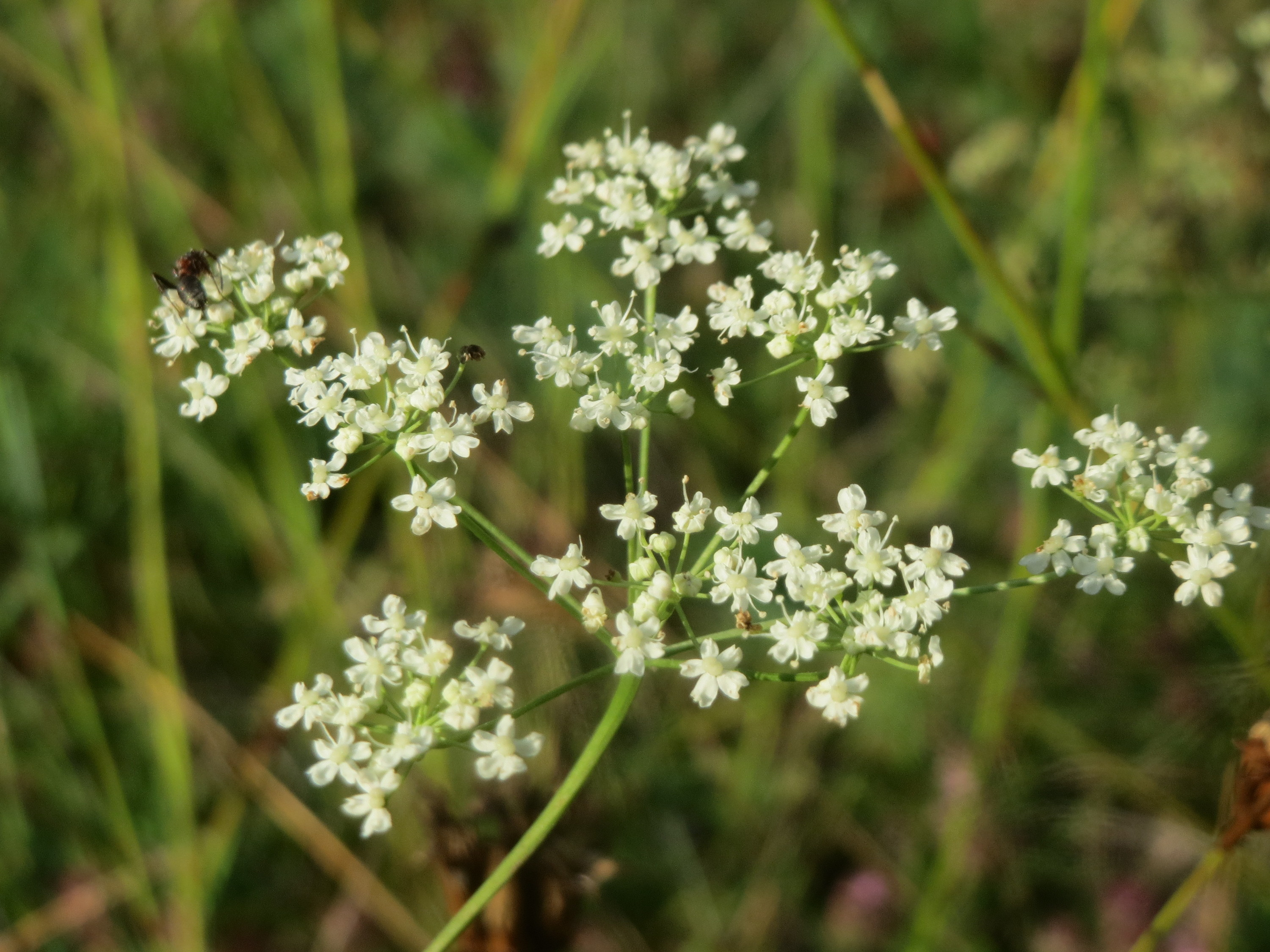
Pimpinella saxifraga
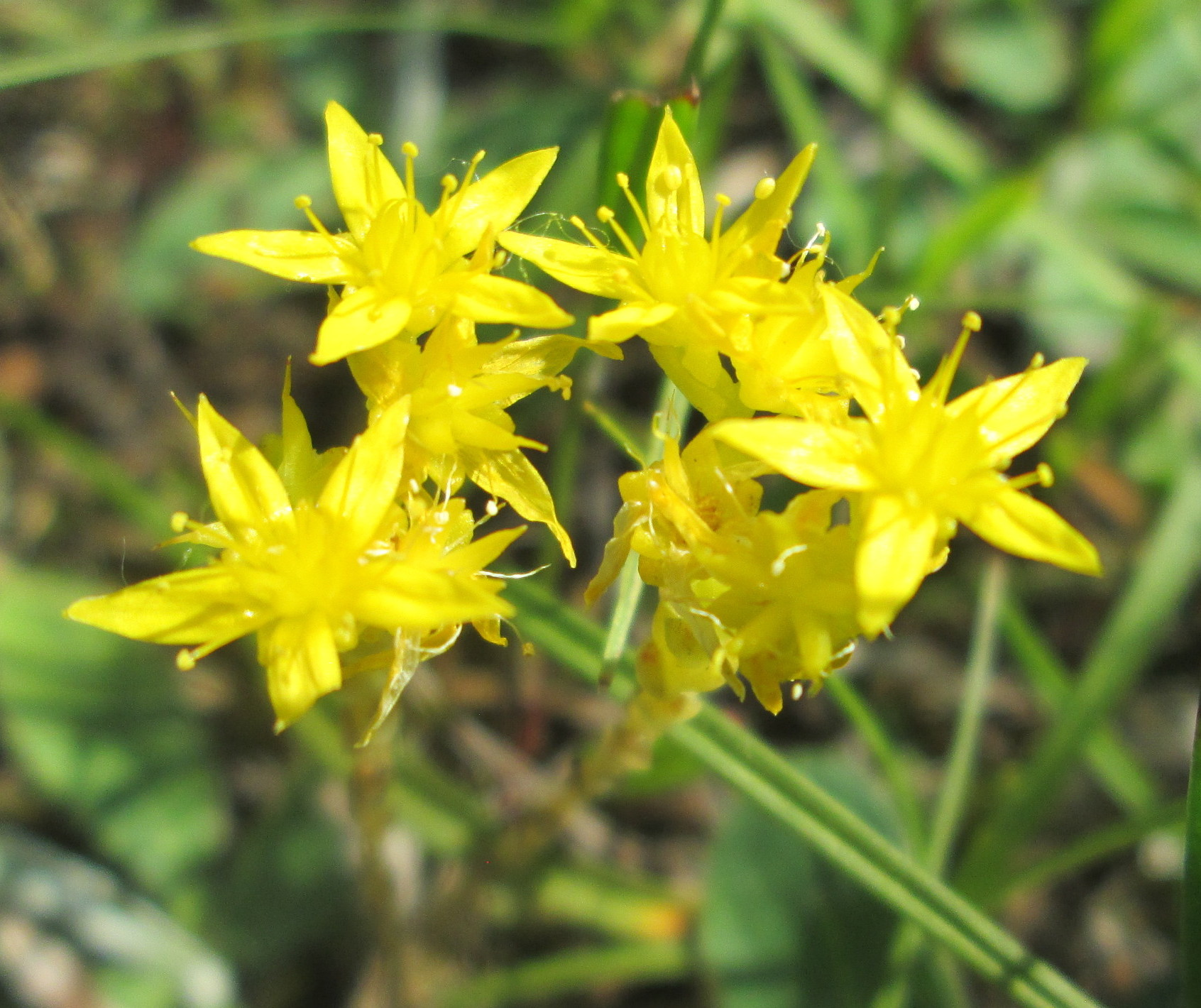
Sedum acre
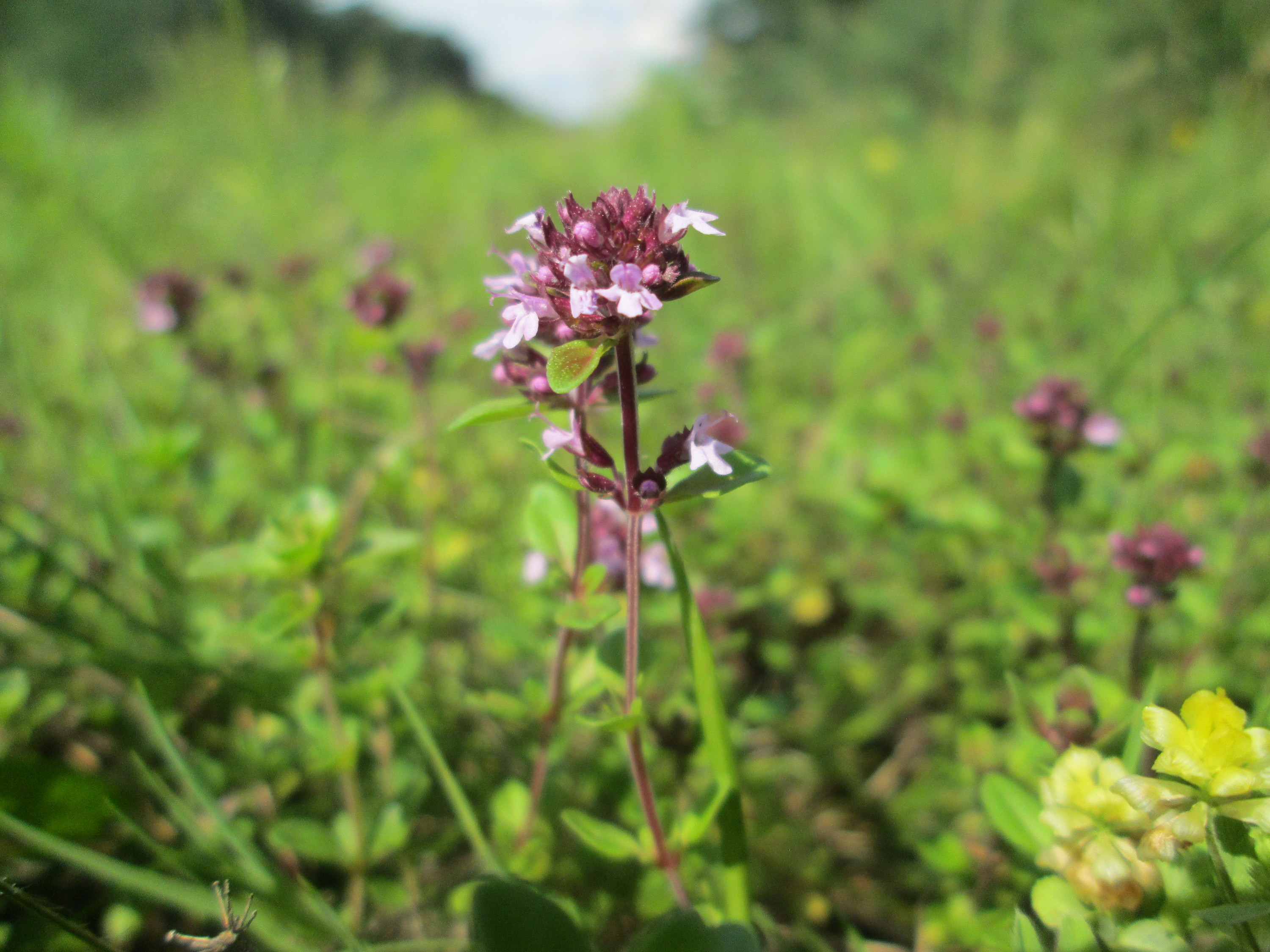
Thymus pulegioides